# Mezinárodní letiště Hargeysa
Mezinárodní letiště Hargeysa (anglicky Hargeisa Egal International Airport, somálsky Madaarka Hargeysa ee Calaamiga) je mezinárodní letiště ležící nedaleko somálského, respektive somalilandského města Hargeysa.

## Historie
Letiště bylo postaveno v roce 1954 jako britské vojenské letiště se štěrkovou dráhou. Pojezdová dráha, terminál a parkoviště bylo postavena v roce 1958. Po získání nezávislosti byla dráha v roce 1964 pokryta tenkou (50 mm) vrstvou asfaltu.

## Současnost
V současnosti je přistávací dráha v poměrně špatném stavu, stejně jako pojezdová dráha o délce 245 metrů a šířce 23 metrů. Parkovací rampa je malá (200 m × 90 m), což ztěžuje manévrování. Také drenáž asfaltu je špatná, takže se na dráze po dešti vytvářejí velké kaluže, které ztěžují přistávání. Pomocné osvětlení není k dispozici, chybí i samostatný nákladní terminál.